# Maria Crescentia Höss
Maria Crescentia Höss (Kaufbeuren, 20 ottobre 1682 – Kaufbeuren, 5 aprile 1744) è stata una religiosa tedesca, suora francescana, priora del convento di Kaufbeuren e venerata come santa.
Figlia di Mathias e della di lui consorte Luzia, semplici e poveri tessitori, Anna entrò presto nel Terzo Ordine Francescano, divenendo poi priora del convento francescano sito nella città natale. Beatificata da papa Leone XIII nell'ottobre del 1900 e canonizzata da papa Giovanni Paolo II il 25 novembre 2001.

## Biografia
Distintasi giovanissima per la viva intelligenza e per la sua devozione, pur desiderando entrare nel convento francescano femminile della città, dovette adattarsi a lavorare anch'ella come tessitrice poiché la famiglia non era in grado di pagare la "dote" all'uopo necessaria. Venne in aiuto alla famiglia il sindaco evangelico della città cosicché ella poté entrare come novizia nel convento. Dopo un duro tirocinio di obbedienza (fece anche la portinaia del convento), agendo con grande solerzia ed oculatezza, raggiunse posizioni sempre più importanti nella gerarchia fino a diventare, nel 1741, priora del convento stesso.
Alla sua morte, avvenuta il giorno di Pasqua del 1744, iniziò un incessante flusso di pellegrini che fece per lungo tempo di Kaufbeuren il punto centrale della vita religiosa della Svevia. Fino a settantamila persone giunsero in alcuni anni per pregare sulla sua tomba.
Migliaia di ex voto mostrano la fede dei pellegrini nell'intercessione della Santa, sperata od ottenuta.

## Gioia e letizia quotidiane
Come priora Crescenzia fu sempre considerata molto rispettosa delle regole dell'Ordine cui apparteneva, alle quali ella stessa si atteneva molto rigidamente. Allo stesso modo tuttavia era per lei la comprensione reciproca della comunità cui apparteneva. Gioia e letizia dovevano regnare nel convento. La base della sua devozione era la conformità alla volontà divina.
Crescenzia possedeva anche una notevole competenza economica. Ella guidò il convento con tale successo, che la sua esistenza ne fu assicurata per lungo tempo e rimase sufficiente denaro per i compiti sociali delle sue consorelle. Ella aveva una forte conoscenza dei casi della vita che a molte persone servì di modello ed alle richieste dei quali ella rispondeva con rapidità.

## Una saggia consigliera
Molte persone venivano da vicino e da lontano, per avere da lei consiglio. Essi apprezzavano la sua capacità critica di giudizio ed i suoi chiari punti di vista come le sue straordinarie capacità, di entrare nei panni dell'interlocutore. Accanto ai colloqui personali, nei quali «… riusciva a dire il vero meglio di un confessore.», come osservò Clemente Augusto di Baviera, ella fu in contatto epistolare con molte importanti personalità del suo tempo, tra i quali oltre settanta fra principi e principesse, e tra queste la principessa Maria Amalia d'Asburgo come il principe elettore Clemente Augusto di Baviera o gli abati dell'Abbazia di Kempten.
(Karl Pörnbacher)

## Verso la canonizzazione
La francescana di Kaufbeuren Maria Crescentia Höß è stata la prima santa tedesca proclamata tale nel terzo millennio. Con la canonizzazione del 25 novembre 2001 in Roma ella fu proposta all'intera cattolicità quale esempio da seguire e quale utile intercedente.
Subito dopo il suo decesso la sua tomba presso la chiesa del Convento francescano di Kaufbeuren fu meta di pellegrini.
Le cronache del medesimo parlano di 60-70 000 pellegrini all'anno. Già nel 1775 fu avviato il processo di canonizzazione. Esso durò tuttavia molto tempo, poiché intervennero i disordini della secolarizzazione e solo il 7 ottobre 1900 Papa Leone XIII dichiarò Maria Crescenzia beata.
Un incessante flusso di pellegrini indussero convento e diocesi ad occuparsi della canonizzazione. Il 10 giugno 1998 il vescovo diocesano Viktor Josef Dammertz aprì il processo di canonizzazione che il vicepostulatore sassone Dr. Karl Pörnbacher ed il postulatore romano Dr. Andrea Ambrosi avevano preparato.

## Il miracolo per la canonizzazione
In generale, ai fini della canonizzazione, la Chiesa cattolica ritiene necessario un secondo miracolo, dopo quello richiesto per la beatificazione: nel caso di Maria Crescentia Höss, ha ritenuto miracolosa la vicenda di Margit Heim, una tredicenne tedesca di Hörmanshofen, località non lontana da Monaco di Baviera.
Il 23 giugno 1986 Margit Heim, con le amiche Helga e Angela, si era recata a fare il bagno in un bacino artificiale lungo il corso del fiume Geltnach. Verso le 15.30 Helga e Margit vennero risucchiate da un vortice, e Angela diede l'allarme. Alle 16.20 venne ripescato il corpo di Helga, che morì nonostante i tentativi di rianimazione. Quasi contemporaneamente venne riportata a galla anche Margit. Dopo alcuni tentativi di soccorso in loco e constatato che non respirava né aveva un battito cardiaco, Margit Heim venne trasportata in ospedale dove i medici riuscirono a rianimarla.
Intubata, fu sottoposta a massaggio cardiaco e defibrillazione, mentre le veniva somministrata adrenalina. Il battito cardiaco riprese ma restò in coma. Furono rilevati diffusi danni cerebrali e le fu somministrata l'estrema unzione.
Nel frattempo iniziò una catena di preghiere, cui parteciparono anche le Francescane del monastero di Kaufbeuren, dove era stata consacrata Maria Crescentia Höss.
La ragazza si riprese rapidamente e, nonostante le previsioni dei medici, non riportò conseguenze a causa dell'incidente e poté riprendere una vita normale.
La Consulta medica della Congregazione per le Cause dei Santi, nella seduta dell'11 gennaio 2000, concluse: «Morte clinica accertata per annegamento, con prolungata ischemia cerebrale. Guarigione rapida, completa e duratura, con assenza di reliquati neurologici; scientificamente inspiegabile.»
Il decreto sul miracolo è stato promulgato il 13 marzo 2001, alla presenza di Giovanni Paolo II, che ha canonizzato Maria Crescentia Höss il 25 novembre 2001.

## Iconografia e culto
Santa Maria Crescenzia è spesso rappresentata con un crocifisso e un libro. La Chiesa cattolica ne celebra la memoria il 5 aprile. Santa Maria Crescentia è anche patrona del Centro di Riabilitazione per tossicodipendenti in Algovia.

## Documentari cinematografici
- Tine Kugler, Gerald Maas, Das Wunder von Kaufbeuren, 2002
- Georg Ried, Crescentia- Die Heilige von Kaufbeuren, 2007